# Hendrik Zwaardemaker
Hendrik Zwaardemaker (Haarlem, 10 maggio 1857 – Utrecht, 19 settembre 1930) è stato un fisiologo e scienziato olandese che inventò l'olfattometro nel 1888.

## Biografia

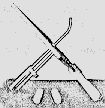
Una illustrazione dell'olfattometro Zwaardemaker

Dal 1897 al 1927 fu professore di Fisiologia sperimentale presso l'Università di Utrecht. Nel 1903 diventò membro della Royal Netherlands Academy of Arts and Sciences. Oltre al suo lavoro sul senso dell'olfatto, condusse anche una ricerca sul cuore umano. Scoprì che i sali di potassio e altri elementi radioattivi stimolano il cuore. Il suo lavoro principale era "Die Physiologie des Geruchs" (Physiologie of Olfaction), pubblicato nel 1895.

## Coppie Zwaardemaker
Un importante contributo degli studi di Zwaardemaker è il concetto di coniugati odorosi. Zwaardemaker ha scoperto che alcuni odori potevano essere impediti dal rilevamento dai sensi dell'olfatto se mescolati con vari oli essenziali. Queste combinazioni di odori sono indicate come coppie Zwaardemaker (o coppie Z).
| Odore offensivo | Fonti di odori comuni                                 | Olio essenziale Z-Pair | Principio attivo     |
| --------------- | ----------------------------------------------------- | ---------------------- | -------------------- |
| Acido butirrico | Vomito, decomposizione della carne, latticini rancidi | Olio di ginepro        |                      |
| Cloro           |                                                       | Vaniglia               | Vanillina            |
| Ammoniaca       | Urina                                                 | Olio di rosa           | Ionone               |
| Tabacco         | Fumo di sigaretta                                     | Olio di Wintergreen    | Salicilato di metile |
|                 | Muschio                                               | Olio di mandorle amare | Benzaldeide          |
|                 | Gomma                                                 | Olio di cedro          |                      |
| Scatolo         | Feci, catrame di carbone                              | Olio di cedro          |                      |
| Mercaptano      | Gas Naturale                                          | Olio di Eucalipto      | Eucaliptolo          |